# Grajische Alpen
Die Grajischen Alpen sind eine Gebirgsgruppe der Westalpen. Anteil haben Italien mit den Regionen Piemont und Aostatal sowie Frankreich mit der Region Auvergne-Rhône-Alpes. Die Grajischen Alpen befinden sich im südlichen Teil der Westalpen. Der höchste Berg, der unumstritten in den Grajischen Alpen liegt, ist der Gran Paradiso, 4061 m. Die Gebirgsgruppe der Grajischen Alpen hat, verglichen z. B. mit vielen Gebirgsgruppen der Ostalpen, riesige Ausmaße. Die genaue Umgrenzung des Gebirges, insbesondere des französischen Teils, wird international nicht einheitlich gehandhabt. Nach dem aktuellen Vorschlag der SOIUSA gehört auch die Mont-Blanc-Gruppe zu den Grajischen Alpen.

## Geographie
Die Grajischen Alpen sind, wie auch die römische Provinz Alpes Graiae, nach dem Kleinen Sankt Bernhard benannt, dessen römische Bezeichnung Alpis Graia war. Der antike Bergname und die Bezeichnung für die Region gehen auf den Namen des keltischen Volksstammes der Graioceler zurück.
Südlich der Dora Riparia schließen sich die Cottischen Alpen an. Im Norden werden die Grajischen Alpen durch das Aostatal begrenzt; im Nordwesten liegen die Savoyer Voralpen.
Die Größe des Gebietes erfordert eine Unterteilung in 7 Untergruppen. Dies sind die Emilius-Gruppe, die Paradiso-Gruppe, die Ciamarella-Gruppe, die Charbonnel-Gruppe, die Sassiere-Gruppe, die Rutor-Gruppe und das Vanoise-Massiv. In den Grajischen Alpen gibt es drei Gebiete mit einer größeren Vergletscherung: die Vanoise, die Umgebung des Gran Paradiso und die Kette der Rutor- und Sassiere-Gruppe. Das Gebirge bietet aber nicht nur dem Bergsteiger, sondern auch dem Wanderer ungezählte Möglichkeiten. Bekannt ist auch der Rocciamelone, der im Süden der Grajischen Alpen das Tal bei Susa überragt und mit 3538 m als der höchste Wallfahrtsort Europas gilt.

## Nationalparks

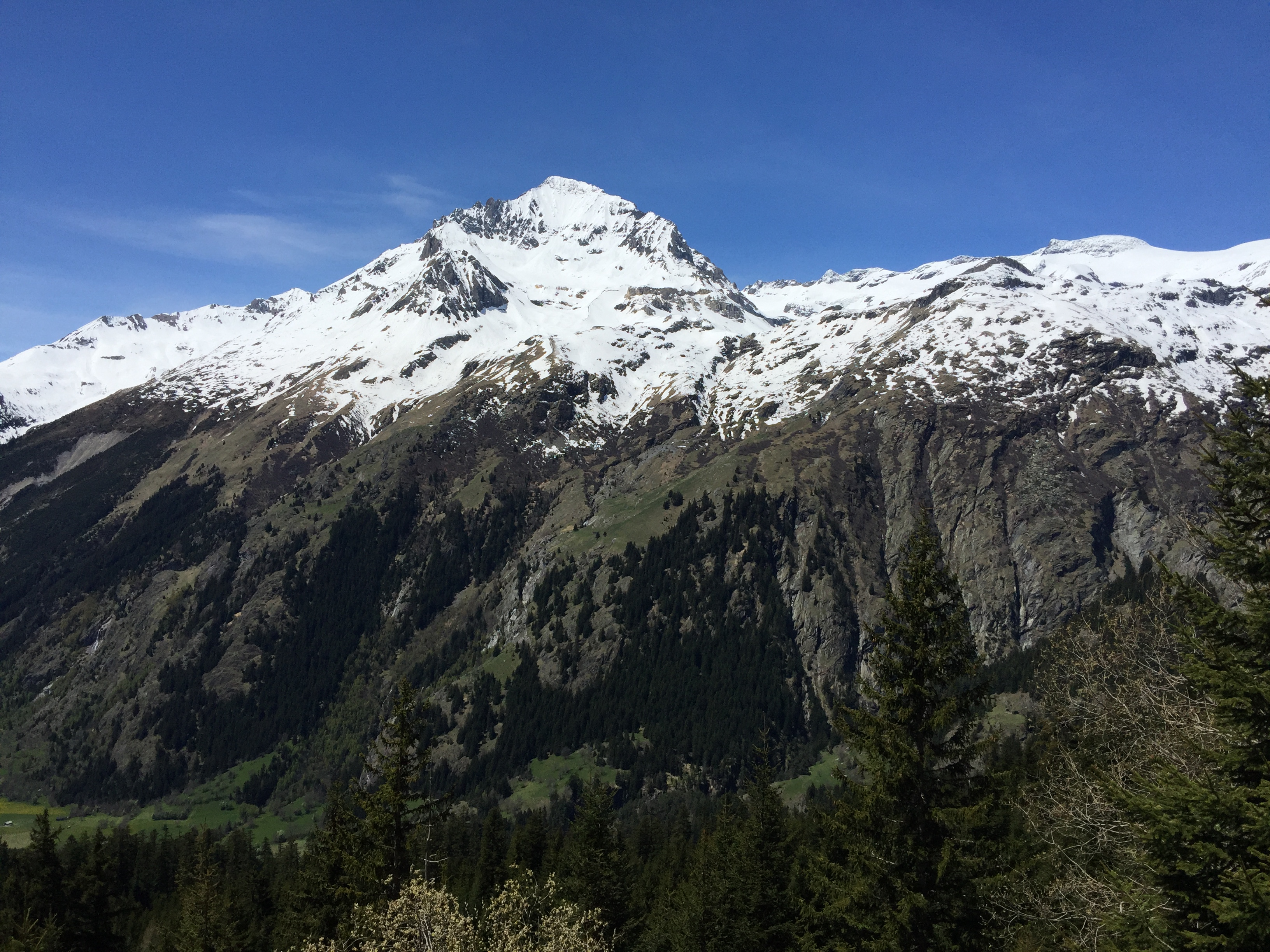
Der Dent Parrachée im Nationalpark von Vanoise

In den Grajischen Alpen befindet sich sowohl auf der italienischen als auch auf der französischen Seite je ein sehr bekannter Nationalpark, der Nationalpark Gran Paradiso in Italien und der Nationalpark Vanoise in Frankreich. Die beiden Nationalparks grenzen teilweise direkt aneinander, und die Parkverwaltungen arbeiten im Rahmen eines grenzüberschreitenden Partnerschaftsprogramms eng zusammen. Zusammen umfassen die beiden Parks eine Fläche von circa 2713 km² (Kern- und Außenzone gemäß IUCN-Kategorien II und V).

## Bedeutende Gipfel
Die folgenden Gipfel gehören zur Mont-Blanc-Gruppe:
- Mont Blanc/Monte Bianco (4805 m)
- Mont Blanc de Courmayeur (4748 m)
- Mont Maudit (4465 m)
- Dôme du Goûter (4304 m)
- Mont Blanc du Tacul (4248 m)
- Grandes Jorasses (4208 m)
- Aiguille Verte (4122 m)
- Aiguille Blanche de Peuterey (4112 m)
- Aiguille de Bionnassay (4052 m)
- Dôme de Rochefort (4015 m)
- Dent du Géant/Dente del Gigante (4013 m)

Die folgenden Gipfel gehören unumstritten zu den Grajischen Alpen:
- Gran Paradiso, 4061 m
- Grivola, 3969 m
- Grande Casse, 3855 m
- Mont Pourri, 3779 m
- Pointe de Charbonnel, 3760 m
- Aiguille de la Grande Sassière, 3747 m
- Dent Parrachée, 3697 m
- Uia di Ciamarella, 3676 m
- Grande Motte, 3653 m
- Levanna Centrale, 3619 m
- Pointe de Ronce, 3618 m
- Uia di Bessanese, 3604 m
- La Tsanteleina, 3602 m
- Monte Emilius, 3559 m
- Rocciamelone, 3538 m
- Monte Musinè, 1150 m